# Doussay
Doussay település Franciaországban, Vienne megyében. Lakosainak száma 680 fő (2022. január 1.). Doussay Cernay, Chouppes, Coussay, Lencloître, Saint-Genest-d’Ambière, Saires, Savigny-sous-Faye, Thurageau és Verrue községekkel határos.

## Népesség
A település népességének változása:
| Lakosok száma | 663  | 661  | 665  | 653  | 656  | 659  | 660  | 670  | 680  |
|               | 2013 | 2015 | 2016 | 2017 | 2018 | 2019 | 2020 | 2021 | 2022 |